# Sicydium plumieri
Sicydium plumieri és una espècie de peix de la família dels gòbids i de l'ordre dels perciformes.

## Morfologia
- Els mascles poden assolir 11 cm de longitud total.[2][3]

## Hàbitat
És un peix de clima tropical i demersal.

## Distribució geogràfica
Es troba a les illes del Mar Carib al sud de Cuba.

## Observacions
És inofensiu per als humans.